# František Ševinský
František Ševinský (Praga, 31 marzo 1979) è un ex calciatore ceco, di ruolo difensore.

## Palmarès

### Club

#### Competizioni nazionali
- Pohár ČMFS: 1

Viktoria Plzeň: 2009-2010
- Campionato ceco: 1

Viktoria Plzeň: 2010-2011
- Český Superpohár: 1

Viktoria Plzeň: 2011